# Arts aplicades

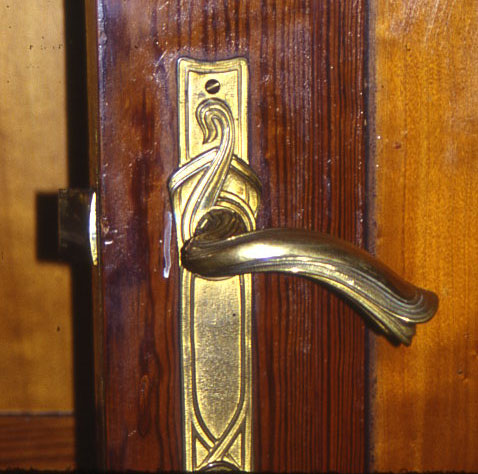
Tirador de porta

L'art aplicada és l'aplicació de l'estètica als objectes de la vida quotidiana, és a dir, l'art que té com a objectiu principal la utilitat i la decoració, i no l'espiritual o intel·lectual. Alguns exemples d'arts decoratives són la ceràmica, el paper de paret, tapissos, mobles i metalisteria.
Segons aquest concepte les coses útils són millors si a més són belles. En aquestes arts és important que la bellesa no disminueixi la qualitat ni la utilitat del producte, al contrari del que ocorre a les belles arts, on l'estètica està per sobre de tot, i especialment de moviments com el surrealisme, que reivindiquen els objectes artístics inútils, com la llagosta - telèfon de Dalí, per exemple. Als Països Catalans les arts aplicades es van desenvolupar especialment durant el modernisme, i han estat base per al disseny industrial. Pertanyen a les arts aplicades les arts decoratives, la tapisseria, l'interiorisme, l'escenografia, l'aparadorisme, el disseny de moda (indumentària, joieria, calçat, etc.), el disseny gràfic, la publicitat, etc. Estrictament també ho és l'arquitectura, tot i que per tradició s'engloba més sovint amb les belles arts, junt amb la pintura i l'escultura.